# Franco Brondi
Franco Brondi (Livorno, 3 agosto 1936 – Livorno, 13 aprile 2010) è stato un pugile italiano, Campione europeo dei pesi leggeri nel 1965.

## Biografia

### Carriera dilettantistica
Brondi disputò per quattro anni consecutivi la finale del Campionato italiano dilettanti, nei pesi leggeri. Vinse la medaglia d'argento nel 1957 e nel 1958. Conquistò la cintura di Campione d'Italia nel 1959, ma fu ancora d'argento nel 1960 cedendo a Francesco Musso.
In vista delle Olimpiadi di Roma 1960, il selezionatore azzurro Natalino Rea impose a Musso di scendere di categoria (e, infatti, vinse la medaglia d'oro nei pesi piuma). Sembrava spianata la partecipazione ai Giochi da parte di Brondi ma dovette fare i conti con il milanese Sandro Lopopolo. Questi lo eliminò dalle selezioni, qualificandosi per rappresentare l'Italia nei pesi leggeri. Lopopolo fu poi medaglia d'argento alle Olimpiadi.
Da dilettante, Brondi ha combattuto 72 incontri con 58 vittorie, 14 sconfitte e 5 pari.

### Carriera professionistica
Brondi passò professionista subito dopo le Olimpiadi nella scuderia di Adriano Sconcerti. Combatté in Italia i primi 24 match, con 22 vittorie e due sole sconfitte. Al 25º incontro, il 18 luglio 1963, salì sul ring di Lignano Sabbiadoro per la cintura italiana dei pesi leggeri ma fu sconfitto ai punti da Mario Vecchiatto.
Dopo altri quattro incontri con una sola sconfitta (ai punti contro Olli Mäki a Helsinki), ottenne una nuova chance il 16 ottobre 1964 a Torino. Batté per Kot il nuovo detentore Michele Gullotti e conquistò il titolo italiano.
Cinque mesi dopo ebbe l'opportunità di combattere per il titolo europeo. Il 13 marzo 1965, a Cannes, sconfisse il franco-armeno Leon Zadourian per getto della spugna alla terza ripresa e conquistò la cintura europea.
Dopo averla difesa vittoriosamente a Milano contro lo spagnolo Kid Tano, per Kot all'undicesima ripresa, dovette cederla il 9 ottobre 1965 a Maurice Tavant, a Lione, per KO alla terza ripresa.
Nel 1966 combatté solo due match, entrambi vittoriosi. L'anno successivo, dopo aver sconfitto l'argentino Hector Omar Oliva, disputò tre incontri all'estero con avversari di altissimo livello. Il primo contro lo scozzese Ken Buchanan (sconfitta per Kot al 3º round); il secondo con il danese Børge Krogh (sconfitta ai punti) e il terzo contro Pedro Carrasco (sconfitta per Kot alla quarta ripresa).
Combatté per l'ultima volta il 5 aprile 1968, a Roma, perdendo per Kot al 3º round con quell'Oliva che aveva battuto ampiamente l'anno precedente.